# Lasioglossum perpessicium
Lasioglossum perpessicium är en biart som först beskrevs av Kohl 1908.  Lasioglossum perpessicium ingår i släktet smalbin, och familjen vägbin. Inga underarter finns listade i Catalogue of Life.